# Alectryon
Alectryon J. Gaertner – rodzaj roślin należący do rodziny mydleńcowatych (Sapindaceae Juss.). Obejmuje co najmniej 40 gatunków występujących od Nowej Zelandii, poprzez Australię, Nową Gwineę, wyspy Oceanii po Hawaje.

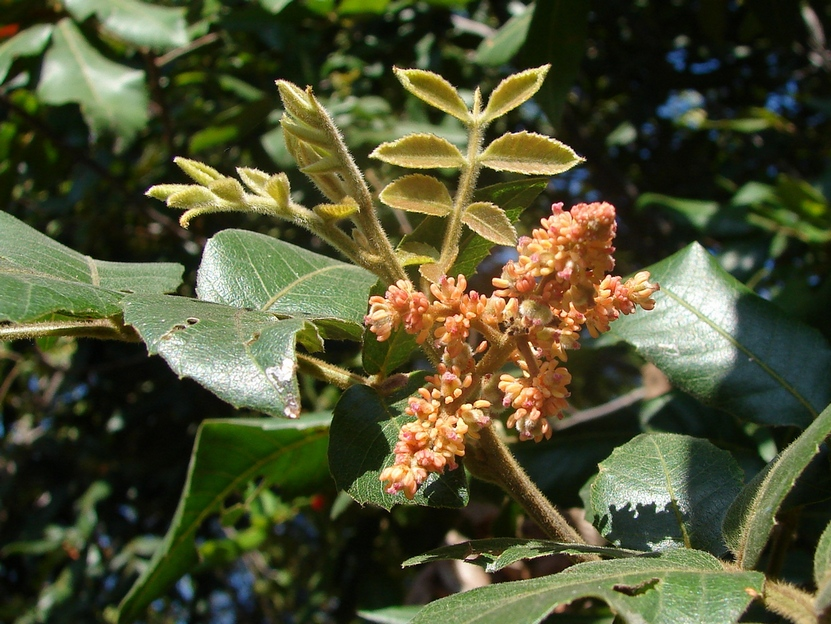
Kwiatostan Alectryon tomentosus

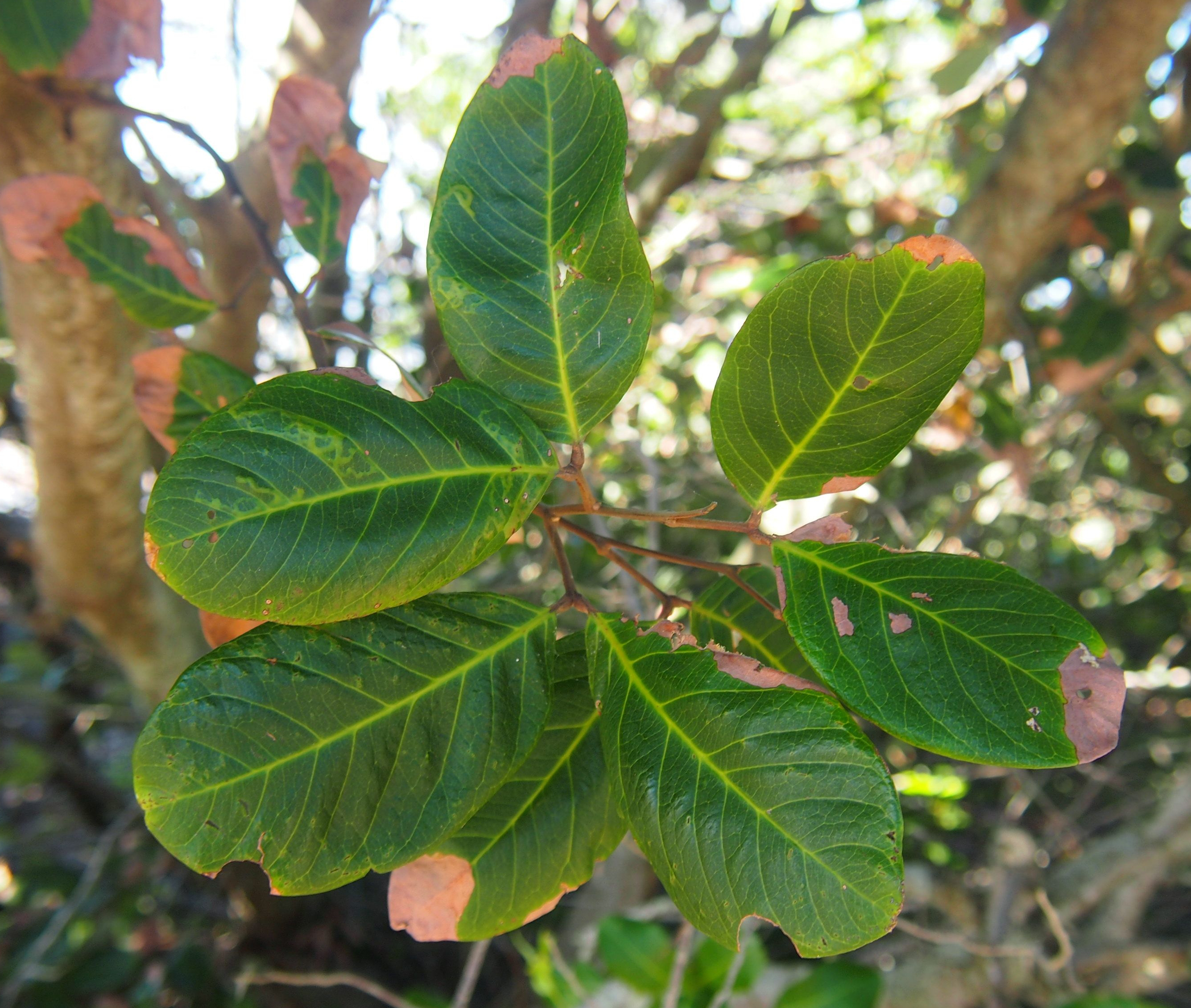
Liście Alectryon connatus

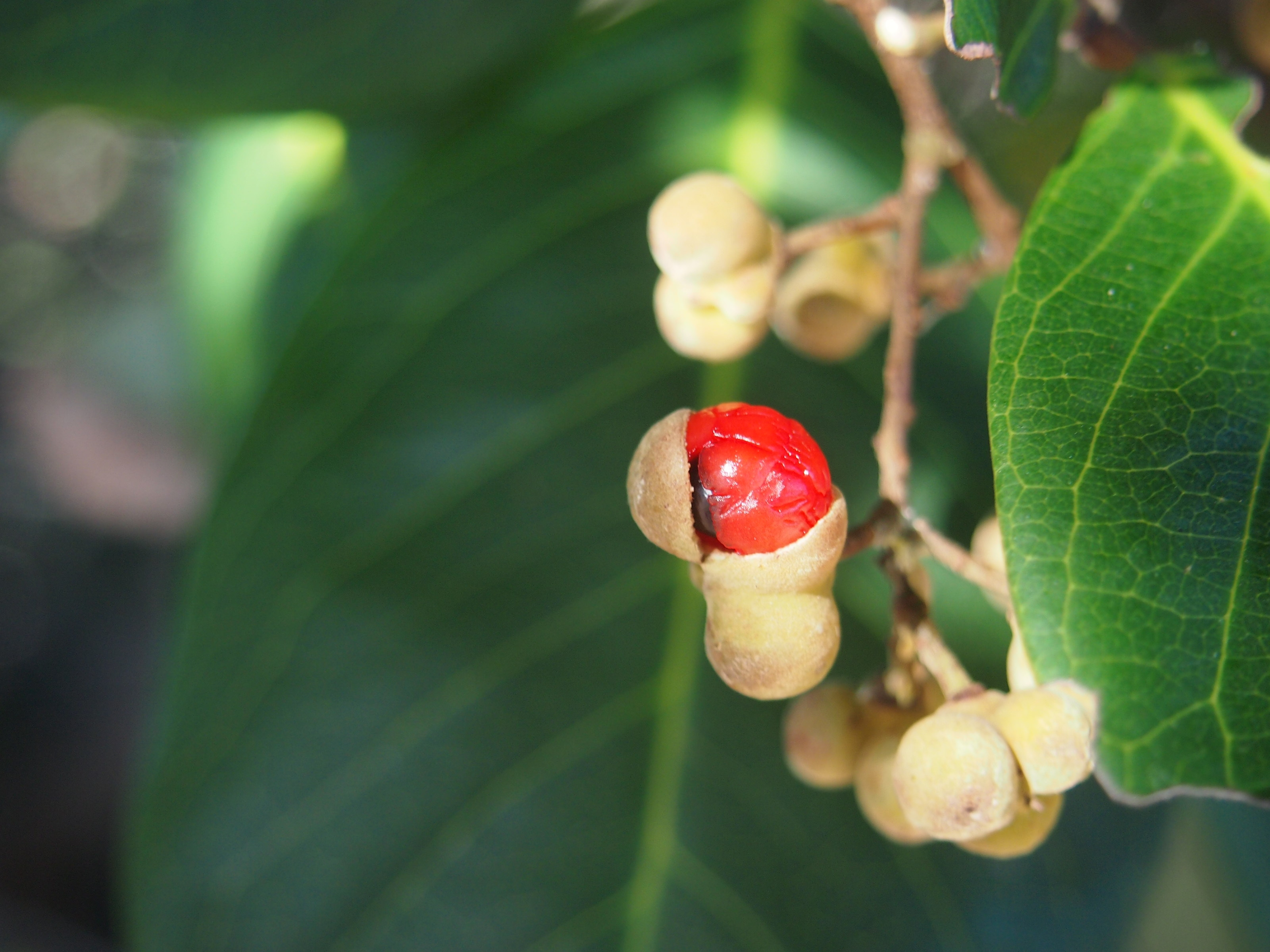
Owoce z widocznymi nasionami otoczonymi osnówką Alectryon connatus

## Morfologia
PokrójDrzewa.
LiścieSkrętoległe, zwykle złożone pierzasto, bez przylistków.
KwiatyObupłciowe i jednopłciowe, zwykle zebrane w gronach. Kielich z 4 lub 5 działkami, od wewnątrz owłosionymi. Płatków korony brak. Dysk na dnie kwiatu ośmiołatkowy. Pręcików od 5 do 8. Zalążnia jednokomorowa, ukośnie sercowata, ścieśniona, z pojedynczym, krótkim słupkiem zakończonym pojedynczym lub dwu-, trzyłatkowym znamieniem.
OwoceDrewniejące, kulistawe torebki. Nasiona z osnówką.

## Systematyka
Pozycja systematyczna według APweb (aktualizowany system APG IV z 2016)
Rodzaj należy do podrodziny Sapindoideae Burnett, rodziny mydleńcowatych (Sapindaceae Juss.), rzędu mydleńcowców (Sapindales Dumort.) w obrębie kladu różowych w okrytonasiennych.
Wykaz gatunków
- Alectryon affinis Radlk.
- Alectryon bleeseri O.Schwartz
- Alectryon cardiocarpus Leenh.
- Alectryon carinatus Radlk.
- Alectryon celebicus Radlk.
- Alectryon connatum (F.Muell.) Radlk.
- Alectryon coriaceus (Benth.) Radlk.
- Alectryon diversifolius (F.Muell.) Reynolds
- Alectryon excelsus Gaertn.
- Alectryon excisus Radlk.
- Alectryon ferrugineum (Blume) Radlk.
- Alectryon forsythii (Maiden & Betche) Domin
- Alectryon fuscus Radlk.
- Alectryon glaber (Blume) Radlk.
- Alectryon grandifolius A.C.Sm.
- Alectryon inaequilaterus Radlk.
- Alectryon kangeanensis Leenh.
- Alectryon kimberleyanus S.T.Reynolds
- Alectryon laevis Radlk.
- Alectryon macrococcum Radlk.
- Alectryon macrophyllus Kaneh. & Hatus.
- Alectryon mahoe H.St.John & Frederick
- Alectryon mollis Radlk.
- Alectryon myrmecophilus Leenh.
- Alectryon ochraceus Radlk.
- Alectryon oleifolius (Desf.) Reynolds
- Alectryon pubescens (Reynolds) Reynolds
- Alectryon ramiflorus Reynolds
- Alectryon repandodentatus Radlk.
- Alectryon reticulatus Radlk.
- Alectryon samoensis Christoph.
- Alectryon semicinereum (F.Muell.) Radlk.
- Alectryon serratus Radlk.
- Alectryon sphaerococcum Radlk.
- Alectryon strigosus Radlk.
- Alectryon subcinereum (F.Muell.) Radlk.
- Alectryon subdentatum (F.Muell.) Radlk.
- Alectryon tomentosum (F.Muell.) Radlk.
- Alectryon tropicus (Reynolds) Reynolds
- Alectryon unilobatus S.T.Reynolds